# Toksična epidermalna nekroliza
Toksična epidermalna nekroliza (TEN) je vrsta hude kožne preobčutljivostne reakcije. Skupaj s Stevens-Johnsonovim sindromom (SJS) predstavljata spekter iste bolezni, pri čemer je TEN hujša oblika. Zgodnji simptomi zajemajo vročino in gripi podobne simptome. Po nekaj dneh se na koži začno pojavljati mehurji, koža se lušči in pojavljajo se boleči kožni predeli brez pokožnice. Značilna je tudi prizadetost sluznic, na primer v ustih. Med zaplete spadajo izsušitev, sepsa, pljučnica in večorganska odpoved.
Najpogostejši vzrok je izpostavljenost določenim zdravilom, kot so lamotrigin, karbamazepin, alopurinol, sulfonamidni antibiotiki in nevirapin. Med drugimi možnimi vzroki so okužbe, na primer z bakterijo Mycoplasma pneumoniae ali citomegalovirusom. V nekaterih primerih pa vzrok ostane nepojasnjen. Med dejavnike tveganja spadata HIV/aids in sistemski eritomatozni lupus. Postavitev diagnoze temelji na biopsiji kože in prizadetosti vsaj 30 % celotne površine kože. TEN je vrsta hudega kožnega neželenega učinka  (angl. SCAR – severe cutaneous adverse reaction), skupaj s SJS, SJS/TEN in neželeno reakcijo z eozinofilijo in sistemskimi simptomi. Če je prizadete manj kot 10 % površine kože, gre po definiciji za SJS, pri 10- do 30-odstotni prizadetosti kože pa za vmesno obliko oziroma tako imenovani prekrivni sindrom SJS/TEN. Multiformni eritem načeloma velja za ločeno stanje.
Bolniki se praviloma zdravijo v bolnišnici, na primer na oddelkih za opekline ali intenzivno nego. Pri zdravljenju je pomembna prekinitev izpostavljenosti povzročitelju, bolniku pa se dajejo tudi protibolečinska zdravila in antihistaminiki. Uporabijo se lahko tudi antibiotiki, intravenski imunoglobulini in kortikosteroidi. Zdravljenje načeloma ne vpliva na potek bolezni. TEN in SJS prizadeneta 1 do 2 osebi na milijon prebivalcev na leto. Bolezen je pogostejša pri ženskah. Pojavlja se zlasti pri osebah, starejših od 40 let. Koža se običajno obnovi v dveh do treh tednih, vendar pa lahko okrevanje traja tudi več mesecev in bolezen pri številnih povzroči kronične tegobe.

## Patogeneza
Vloga imunskega sistema v patogenezi toksične epidermalne nekrolize še ni povsem pojasnjena. Kaže, da so primarno za smrt keratinocitov in posledično luščenje kože odgovorne določene imunske celice, in sicer limfociti T CD8+. Keratinociti se nahajajo globlje v pokožnici in skrbijo za pričvrstitev okolnih kožnih celic. V patogenezi TEN-a naj bi v prisotnosti zdravila oziroma njegovega presnovka, ki pomeni dražljaj za nastanek bolezni, postale celice CD8+ prekomerno aktivne ter sprostijo razne snovi (perforin, grancim B, granulozin …), ki povzročijo celično smrt keratinocitov. Poleg tega zgleda, da so v patogenezi TEN-a pomembne tudi druge snovi, kot sta tumorje nekrotizirajoči dejavnik alfa in ligand Fas.